# 朱隈水库
朱隈水库，也称朱家隈子水库 ，位于中华人民共和国辽宁省庄河市市区西北22.5千米，是庄河西支上一座大型水库。水库工程于1958年3月开始兴建，同年7月竣工蓄水，当时总库容为7380万立方米，后进行了4次扩建，总库容增加至1.66亿立方米。主坝位于太平岭满族乡大赵村朱家隈子以南，为黏土心墙土坝，最大坝高19.5米，坝长340米，坝址以上集水面积260.1平方千米。水库电站装机容量960千万，设计年发电量180万千瓦时。水库建成后，使得庄河流域和小寺河流域的涝洼地得到有效的治理，建成了朱隈灌区，灌溉面积5400公顷。随着庄河城区的发展，水库逐渐从农业灌溉转为承担向庄河城区供水、向大连市补水的任务。